# 陆小雅
陆小雅（1941年—），生于湖南长沙，祖籍湖南武冈，中国大陆电影导演、编剧、演员，第四代导演。她执导的电影《红衣少女》曾获1985年第5届中国电影金鸡奖最佳故事片奖、第8届大众电影百花奖最佳故事片奖、文化部1984年度优秀影片一等奖。